# Rádio Popular Boavista/Saison 2016
Dieser Artikel listet Erfolge und Fahrer des Radsportteams Rádio Popular Boavista in der Saison 2016 auf.

## Zugänge – Abgänge
| Zugänge              | Team 2015 | Abgänge             | Team 2016                   |
| -------------------- | --------- | ------------------- | --------------------------- |
| Carlos Jimenez       |           | Nuno Bico           | Klein Constantia            |
| Victor Etxebarria    |           | Célio Sousa         | Karriereende                |
| Jacobo Ucha          |           | Virgilio dos Santos | Karriereende                |
| Pablo Guerrero       |           | Samuel Magalhães    | Louletano-Hospital de Loulé |
| Guillaume de Almeida |           |                     |                             |

## Mannschaft
| Name                 | Geburtstag         | Nationalität |
| -------------------- | ------------------ | ------------ |
| Guillaume de Almeida | 2. Juli 1988       | Frankreich   |
| Victor Etxebarria    | 21. September 1992 | Spanien      |
| Ricardo Ferreira     | 21. September 1992 | Portugal     |
| Frederico Figueiredo | 25. Mai 1991       | Portugal     |
| César Fonte          | 10. Dezember 1986  | Portugal     |
| Pablo Guerrero       | 24. März 1993      | Spanien      |
| Carlos Jimenez       | 20. März 1992      | Spanien      |
| David Rodrigues      | 10. Juli 1991      | Portugal     |
| Daniel Silva         | 8. Juni 1985       | Portugal     |
| Rui Sousa            | 17. Juli 1976      | Portugal     |
| Jacobo Ucha          | 3. April 1993      | Spanien      |